# PubChem
PubChem je podatkovna zbirka spojin in drugih substanc, ki jo vzdržuje Nacionalni center za biotehnološke informacije (National Center for Biotechnology Information) pod okriljem ameriške Nacionalne medicinske knjižnice (National Library of Medicine), ki je del Nacionalnih inštitutov za zdravje (National Institutes of Health). Dostop do zbirke je brezplačen preko uporabniškega vmesnika.
Sestavljen je iz treh primarnih podatkovnih baz :
- Compounds z okoli 19 milijonov vnosi, vsebuje podatke o čistih, okarakteriziranih kemičnih spojinah.[1]
- Substances, okoli 41 milijonov vnosov, vsebuje tudi zmesi, izvlečke, komplekse in neokarakterizirane substance.[2]
- BioAssay, podatki o biološki aktivnosti, pridobljeni z visokozmogljivostnim rešetanjem, več milijonov vnosov.[3]

## Iskanje
V podatkovnih zbirkah je omogočeno iskanje na več načinov; na osnovi kemijske strukture, imena, kemijske formule, molekulske mase, števila vodikovih vezi ...